# Ibrahima Diallo (football, 1999)
Pour les articles homonymes, voir Ibrahima Diallo et Diallo.
Ibrahima Diallo, né le 8 mars 1999 à Tours (Indre-et-Loire), est un footballeur français qui évolue au poste de milieu défensif à Al-Ahli SC en prêt d'Al-Khor SC.

## Biographie

### Stade brestois 29
Né à Tours en France, Ibrahima Diallo est formé à l'AS Monaco, club qu'il rejoint en 2014. Il y brille en équipes de jeunes, avec la victoire en Gambardella 2016 en compagnie de Kylian Mbappé, mais il n'y a jamais sa chance avec les professionnels. 
En manque de temps de jeu à Monaco, Ibrahima Diallo rejoint le 13 août 2018 le Stade brestois 29, qui évolue alors en Ligue 2, en prêt pour la saison 2018-2019. Il joue son premier match pour Brest et donc en professionnel, le jour suivant, lors d'une rencontre de Coupe de la Ligue face au FC Sochaux remportée par Brest aux tirs au but. Diallo contribue à la montée du club dans l'élite du football français, Brest terminant deuxième au classement final cette saison-là.
Le 8 juillet 2019, après un prêt convaincant d'une saison, il s'engage jusqu'en 2023 avec le Stade brestois, qui débourse environ deux millions d'euros pour le recruter. Ibrahima Diallo découvre la Ligue 1 le 10 août 2019, lors de la première journée de la saison 2019-2020 face au Toulouse FC. Il est titulaire ce jour-là et les deux équipes se séparent sur un match nul (1-1 score final). Auteur d'un bon début de saison avec Brest, il suscite l'intérêt de plusieurs clubs étrangers, dont Leicester City qui souhaite le recruter dès le mercato d'hiver. Le joueur décide toutefois de rester, voulant au moins terminer la saison avec le Stade brestois.

### Southampton FC
Le 4 octobre 2020, Diallo s'engage pour quatre ans avec le Southampton FC. Il dispute son premier match sous ses nouvelles couleurs à l'occasion d'une rencontre de Premier League le 17 octobre suivant en entrant en fin de rencontre à la place de Oriol Romeu contre Chelsea (3-3). Il réalise un match plein face à Liverpool le 4 janvier 2021, traduisant une intégration réussie en Premier league,.

### Al-Duhail SC
Le 19 juillet 2023, Ibrahima Diallo rejoint le Qatar afin de s'engager en faveur du Al-Duhail SC.

### En sélection nationale
Ibrahima Diallo connaît plusieurs sélections avec les équipes de France de jeunes, des moins de 18 ans jusqu'aux espoirs.
Il compte un total de trois matchs avec l'équipe de France des moins de 19 ans, toutes obtenues en 2017. 
Avec les moins de 20 ans, il participe à la Coupe du monde des moins de 20 ans en 2019. Lors du mondial junior organisé en Pologne, il joue trois matchs. L'équipe de France s'incline en huitièmes de finale face aux États-Unis. Il fait au total cinq apparitions avec les moins de 20 ans, toutes en 2019. 
Le 27 août 2020, il est alors appelé par le sélectionneur Sylvain Ripoll dans la liste de l'équipe de France espoirs pour affronter la Géorgie et l'Azerbaïdjan en phase éliminatoires du Championnat d'Europe espoirs 2021. Il dispute son premier match, le 7 septembre 2020 contre l'Azerbaïdjan (victoire 1-2).

## Statistiques
| Saison                | Club                     | Championnat           | Championnat | Championnat | Championnat | Coupe nationale | Coupe nationale | Coupe nationale | Coupe de la Ligue | Coupe de la Ligue | Coupe de la Ligue | Total | Total | Total |
| Saison                | Club                     | Division              | M.          | B.          | P.d.        | M.              | B.              | P.d.            | M.                | B.                | P.d.              | M.    | B.    | P.d.  |
| 2018-2019             | Stade brestois 29 (prêt) | Ligue 2               | 23          | 0           | 0           | 3               | 0               | 0               | 2                 | 0                 | 0                 | 28    | 0     | 0     |
| 2019-2020             | Stade brestois 29        | Ligue 1               | 19          | 0           | 1           | 1               | 0               | 0               | 2                 | 0                 | 0                 | 22    | 0     | 1     |
| 2020-2021             | Stade brestois 29        | Ligue 1               | 5           | 0           | 0           | -               | -               | -               | -                 | -                 | -                 | 5     | 0     | 0     |
| Sous-total            | Sous-total               | Sous-total            | 47          | 0           | 1           | 4               | 0               | 0               | 4                 | 0                 | 0                 | 55    | 0     | 1     |
| 2020-2021             | Southampton FC           | Premier League        | 22          | 0           | 0           | 4               | 0               | 0               | -                 | -                 | -                 | 26    | 0     | 0     |
| 2021-2022             | Southampton FC           | Premier League        | 24          | 0           | 1           | 3               | 0               | 0               | 3                 | 1                 | 0                 | 30    | 1     | 1     |
| 2022-2023             | Southampton FC           | Premier League        | 20          | 0           | 0           | 2               | 0               | 0               | 3                 | 0                 | 0                 | 25    | 0     | 0     |
| Sous-total            | Sous-total               | Sous-total            | 66          | 0           | 1           | 9               | 0               | 0               | 6                 | 1                 | 0                 | 81    | 1     | 1     |
| Total sur la carrière | Total sur la carrière    | Total sur la carrière | 113         | 0           | 2           | 13              | 0               | 0               | 10                | 1                 | 0                 | 136   | 1     | 2     |

## Vie personnelle
Ibrahima Diallo est le frère d'Abdou Diallo, lui aussi footballeur professionnel et formé à l'AS Monaco.